# Ústřední stát (Střet civilizací)

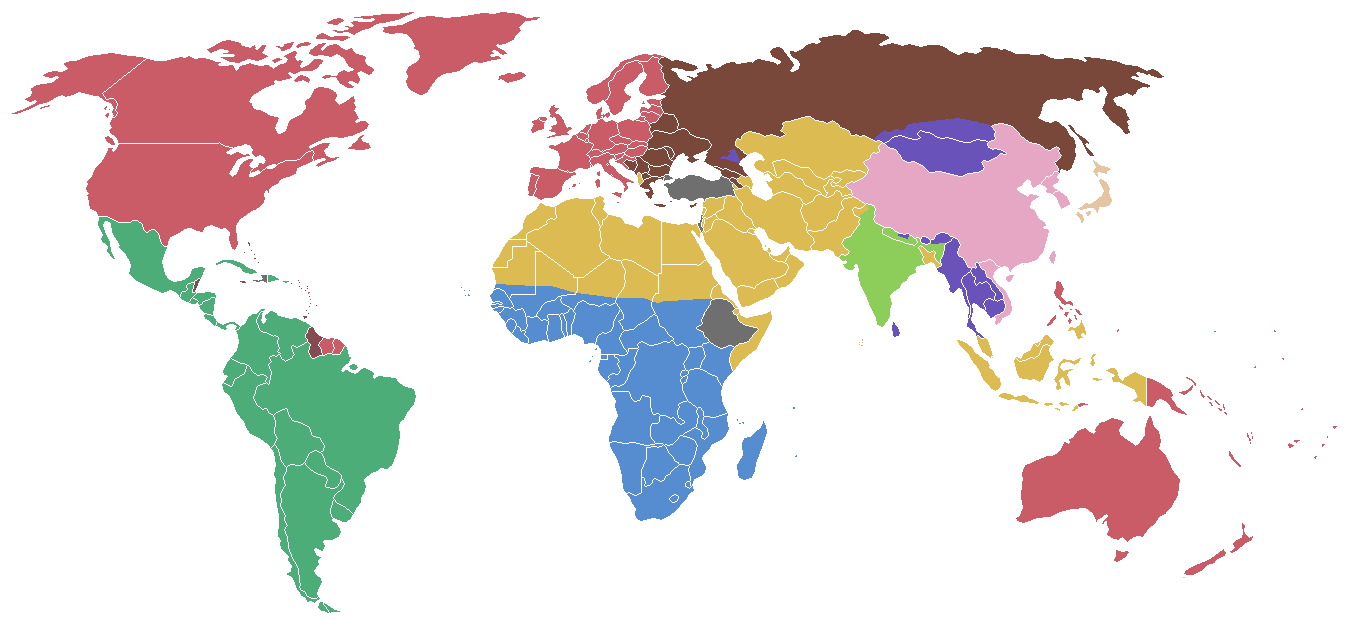
Rozdělení civilizací mezi jednotlivé kulturní okruhy
Západní civilizace
Pravoslavný okruh
Latinská Amerika
Islámská civilizace
Indie
Čína
Subsaharská Afrika
Japonsko

Ústřední stát (anglicky core state) je termín obsažený v teorii Střetu civilizací Samuela Huntingtona. Ústřední stát je země se silným ekonomickým a vojenským potenciálem, která má v rámci své kultury (potažmo vzhledem k dalším státům náležejícím k jiným kulturám) velkou autoritu (nebo též vliv či moc). Tato autorita pak umožňuje určitému státu vystupovat jako ochránce ostatních států stejné kultury (popř. i ostatních kultur, má-li dostatečný vliv) či jako arbitr při mezinárodních sporech a mnohem snáze prosazuje svoje zájmy než ostatní státy[zdroj?].

## Definice ústředního státu
Určitý stát může dosáhnout díky historickému, geopolitickému, demografickému či ekonomickému vývoji (většinou však kombinací zmíněných faktorů) postavení ústředního státu. Kolem takového státu se poté ostatní členové stejné civilizace či kultury sdružují, aby tak vyrovnali váhu jiných států, se kterými vlastní kulturu nesdílejí. Neplatí však, že by každý stát akceptoval v rámci svého civilizačního okruhu ústřední stát a jeho roli v zahraniční politice automaticky (například Gruzie vůči Rusku či Vietnam vůči Číně). Ústřední stát funguje jako zdroj řádu a jako arbitr sporů mezi státy v rámci civilizace. Vzájemné vyjednávání ústředních států pak slouží jako prostředek k udržení řádu v mezicivilizační oblasti. Pakliže některá civilizace ústřední stát nemá, nastolení řádu a řešení sporů je obtížnější. V civilizacích, ve kterých ústřední státy existují, se postupně začínají objevovat centralizující prvky, které vyhraňují určitým způsobem civilizaci v rámci nového řádu založeného právě na civilizacích a rozdílech mezi nimi.

## Rozdělení podle civilizací

### Západní civilizace

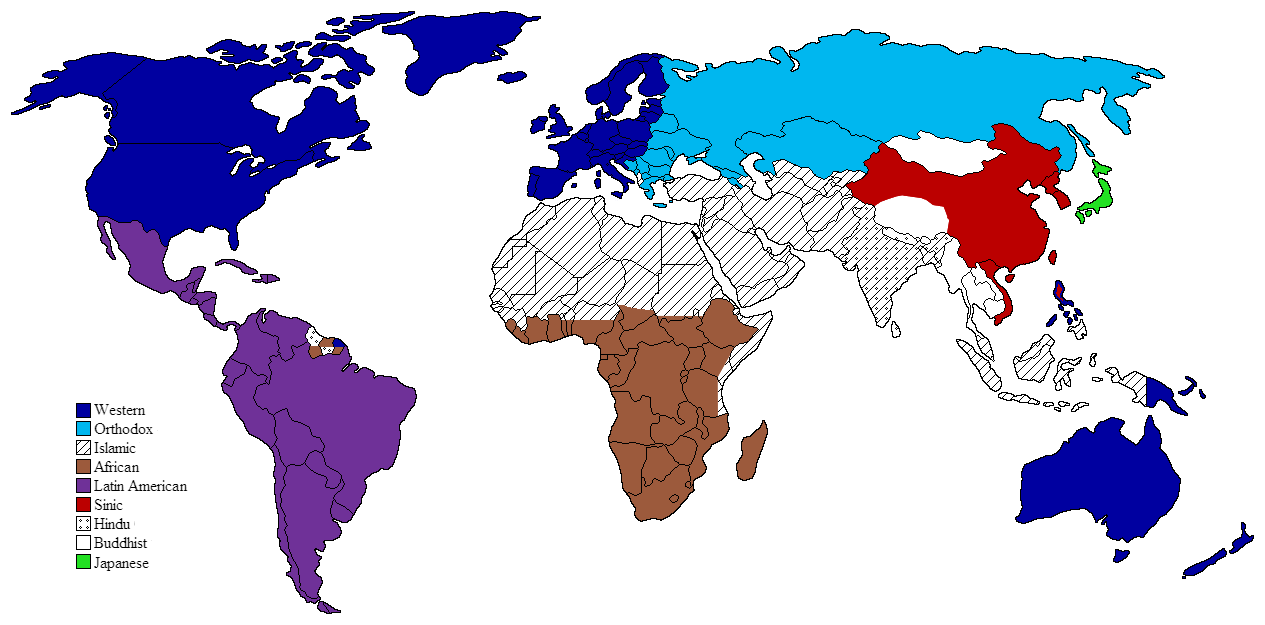
Mapa jednotlivých civilizací podle Huntingtona – západní civilizace, tedy i Česká republika, je vyznačena tmavě modrou barvou

Přestože západní civilizace se díky koloniální expanzi států náležejících do této kultury rozšířila do různých částí světa, až do začátku 20. století hrál primární roli původní kontinent, ze kterého západní civilizace z větší části vyšla – Evropa. V historii tohoto kontinentu se vytvářelo množství mocných států, které pak v některých historických obdobích dokázaly ovlivňovat významné události nejen na kontinentu, ale ve značné části ostatního světa (zejména v době kolonizace). Od 18. století se v Evropě ustálil systém tzv. pentarchie, tedy vlády pěti mocností, které byly ve větší či menší míře v průběhu staletí navzájem rovnocenné (nebo byly rovnocenné spolky a aliance, které tyto státy utvářely). Mezi tyto velmoci patřily Velká Británie, Francie, Německo (před rokem 1870–1871 též nazývané Prusko), Rusko a Rakousko-Uhersko (případně Rakouské císařství či Habsburská monarchie). Po první světové válce se však následkem ustanovení versailleského míru tento systém zhroutil (úpadek Německa následkem ekonomické krize a válečných reparací, rozpad Rakousko-Uherska na národní státy, komunistická revoluce a občanská válka v Rusku). Následkem vyčerpání Velké Británie a Francie během zákopové války nebyly tyto dvě země, které vyšly z bojů první světové války vítězně, schopny udržet politický systém Evropy, který se postupně vytvořil během mírových jednání ve Versailles). Po druhé světové válce dochází definitivně k úpadku starých velmocí a na jejich místo nastupují Spojené státy a Sovětský svaz, při čemž důsledkem rivality mezi těmito dvěma velmocemi byla studená válka. Tento celosvětový konflikt a rivalita ideologií, která byla vedle vojenských a ekonomických zájmů další hnací silou konfliktu, zatlačily evropské (ale v určité míře i světové) kulturní aspekty částečně do pozadí. Vítěznou velmocí Studené války byly Spojené státy americké, které se během druhé světové války a zejména během války studené staly nejdůležitějším státem západní civilizace a tedy i ústředním státem na základě teorie Střetu civilizací.
Do západní civilizace patří: země Severní Ameriky (USA a Kanada), v Evropě Norsko, Švýcarsko, Andorra, San Marino, Vatikán a všechny státy Evropské unie kromě Řecka, Malty, Kypru, Rumunska a Bulharska; dále Austrálie, Nový Zéland, tichomořské ostrovy, Východní Timor a severní a střední Filipíny.

### Pravoslavný okruh

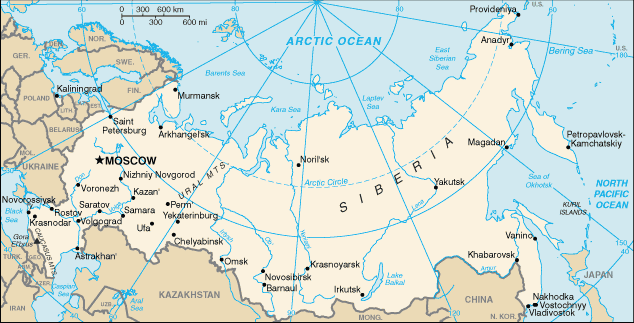
Rusko, ústřední stát pravoslavné civilizace

Pravoslavná civilizace se oficiálně vytvořila při velkém schisma mezi západní a východní křesťanskou církví, i když rozdílný přístup k pojetí víry a ritu byl patrný již dříve. Původně se pravoslavná civilizace omezovala na oblast pod kontrolou či ve sféře vlivu Byzantské říše, avšak postupem času se díky misijní činnosti rozšířila pravoslavná víra do zemí jihovýchodní a východní Evropy. Po pádu Byzantské říše (1453) přešla vůdčí úloha na Moskevské knížectví (od 16. století na Ruské carství). Po nástupu Petra Velikého se Rusko pokoušelo otevřít západním vlivům a přijmout západní civilizaci. To se v některých aspektech podařilo, v určitých oblastech byl pokrok pomalejší. Tento vývoj byl přerušen počátkem dvacátého století při komunistické revoluci. V Rusku (později Sovětském svazu) byla kultura potlačena ideologií[zdroj?]. Po rozpadu Sovětského svazu se Rusko postupně opět stává vůdčím státem pravoslavné civilizace (např. podporou Srbska v kosovské otázce či angažováním se v kavkazské oblasti).
K pravoslavné civilizaci náleží: Arménie, Bělorusko, Bulharsko, Kypr, Gruzie, Řecko, Moldávie, Černá Hora, Severní Makedonie, Rumunsko, Rusko, Srbsko a Ukrajina.

### Latinská Amerika
Až do příjezdu Evropanů měly národy střední a Jižní Ameriky svojí vlastní původní kulturu. Následná dobývání indiánských říší španělskými conquistadory a postupná kolonizace tuto kulturu ze značné části zničily, protože původní domorodci se často smísili s evropskými osadníky nebo byli pobiti různými druhy evropských nemocí, proti nimž neměli protilátky. Postupem času se tak v amerických, španělských a portugalských koloniích vyvinula jiná kultura vycházející z původní kultury evropské, avšak vyznačující se některými rozdílnými rysy[zdroj?]. V první polovině 19. století pak získala většina těchto zemí nezávislost na svých mateřských zemích – Španělsku a Portugalsku. Od té doby procházejí latinskoamerické státy vlastním unikátním vývojem[zdroj?].
Mezi státy Latinské Ameriky patří: značná část států střední a Jižní Ameriky (Mexiko, Argentina, Chile, Brazílie, Kolumbie a další), stejně jako řada bývalých španělských a portugalských kolonií v Karibském moři (např. Kuba).

### Islámská civilizace
Zhruba od počátku 7. století se v historii objevuje nové náboženství – islám. V prvních několika staletích se rozšiřuje z Asie do Afriky a do Evropy a islámská civilizace má v této době jednu z nejrozvinutějších kultur. Avšak postupem času se kdysi jednotná islámská říše chalífů začala členit do menších státních celků. Zhruba od 12. století pak dochází k pozvolnému úpadku. Islámský svět se během několika následujících staletí (přes rozkvět některých stále ještě velmi vyvinutých států jako byla Osmanská říše, Persie či říše Velkých Mughalů) začal uzavírat sám do sebe a později v 19. století se stal cílem evropské expanze. Ve 20. století můžeme sledovat pozvolnou emancipaci muslimských států spolu s demografickým růstem. Avšak absence jakéhokoli ústředního státu působí v tomto kulturním sektoru určitou nestabilitu[zdroj?] a není zcela jasné, jakým směrem se budou státy této civilizace ubírat.[zdroj?]

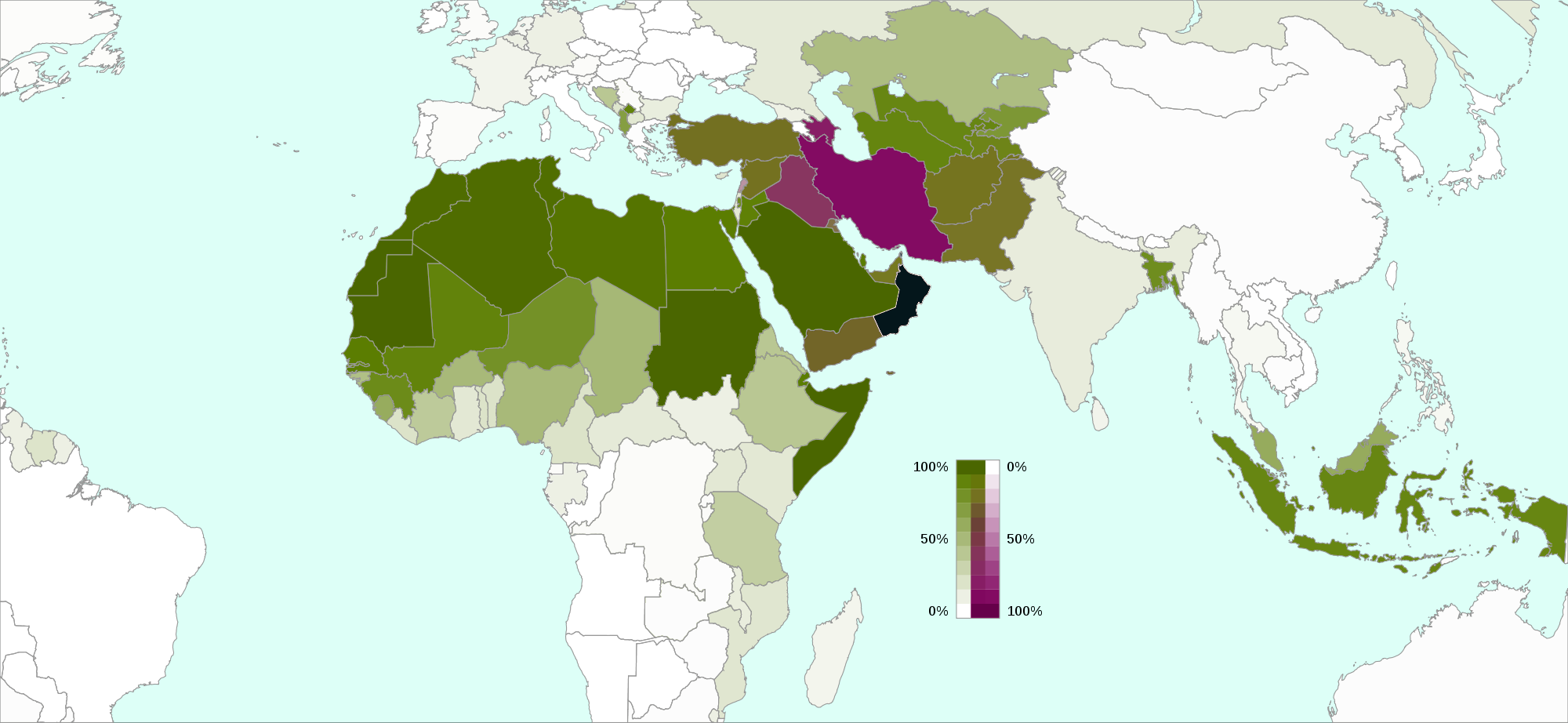
Mapa ukazující rozšíření islámu ve světě

Do muslimského světa patří státy střední Asie, severní Afriky, jihozápadní Asie, Afghánistán, dále sem patří Albánie, Ázerbájdžán, Bangladéš, Indonésie, Malajsie, Maledivy, Pákistán, Somálsko, Mindanao a části Indie.

### Čína
Čínská civilizace je jednou z nejstarších kultur na zemi. Po staletí dominoval této kultuře největší stejnojmenný stát, tedy Čínské císařství (posléze Čínská republika, od roku 1949 Čínská lidová republika). Existence první dynastie jménem Sia je doložena již v mladší době bronzové. Od té doby vládlo Číně několik dynastií, dokud nebyla poslední dynastie Čching (neboli Mandžuská) nahrazena republikou. Po druhé světové válce se v Číně dostává k moci komunistická strana. Ta vládne v Číně nadále. Velké politické akce organizované od konce 50. do poloviny 70. let (velký skok, kulturní revoluce) zásadním způsobem narušily čínskou ekonomiku i její zahraniční reputaci. V 70. letech vlivem roztržky se Sovětským svazem dochází k uvolnění vztahů se Spojenými státy. Zároveň dochází k reformám majícím za účel obnovu čínského hospodářství a do Číny začíná pronikat zahraniční kapitál. V devadesátých letech Čína dále posiluje svoje mezinárodní postavení a postupem času si získává ve světě stále silnější pozici.
Do čínského světa patří samotná Čína, Korea, Singapur, Tchaj-wan a Vietnam.

### Africké země

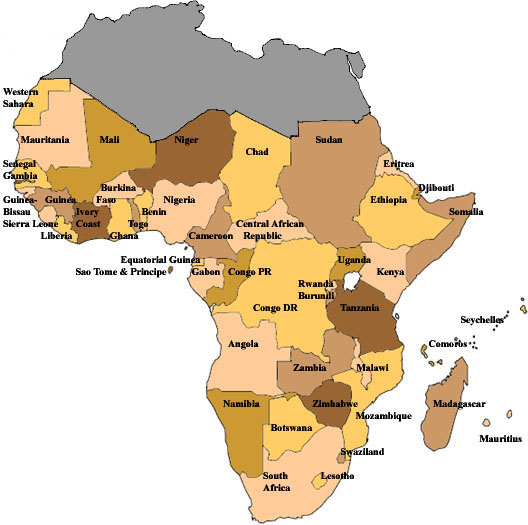
Země subsaharské Afriky s malou výjimkou u Etiopie, která má svou vlastní kulturu

Během africké historie se na jejím území vytvořilo několik silných států, které ovládaly značná území(Mali, Songhaj). Již od 15. století zde Evropané zakládají své osady a získávají malá území. Postupem času zde vliv evropských mocností roste. Vrchol kolonizace Afriky pak probíhá v druhé půlce 19. století, kdy je téměř celá Afrika rozdělena mezi evropské velmoci. Přestože se na územích ovládnutých Evropany buduje moderní infrastruktura, mnoho kolonií zůstává spíše oblastí pro těžbu nerostných zdrojů než vyspělými industrializovanými státy. Po druhé světové válce probíhá proces dekolonizace a africké státy postupně získávají samostatnost. Avšak ve velkém množství zemí přetrvává i dnes politická nestabilita (časté státní převraty či atentáty na předsedy vlád). Asi nejstabilnější z těchto zemí je Jihoafrická republika, která již před první světovou válkou získala titul britského dominia (díky velké bělošské populaci). Až do konce osmdesátých let zde byla uplatňována rasová segregace mezi bílými a černými obyvateli. V devadesátých letech se však systém liberalizoval a Jihoafrická republika je nyní stát se silným postavením v rámci většiny afrického kontinentu a současně s dobrou ekonomickou situací.
Sem patří většina zemí subsaharské Afriky  vyjma Etiopie.

### Indie (hinduistická kultura)

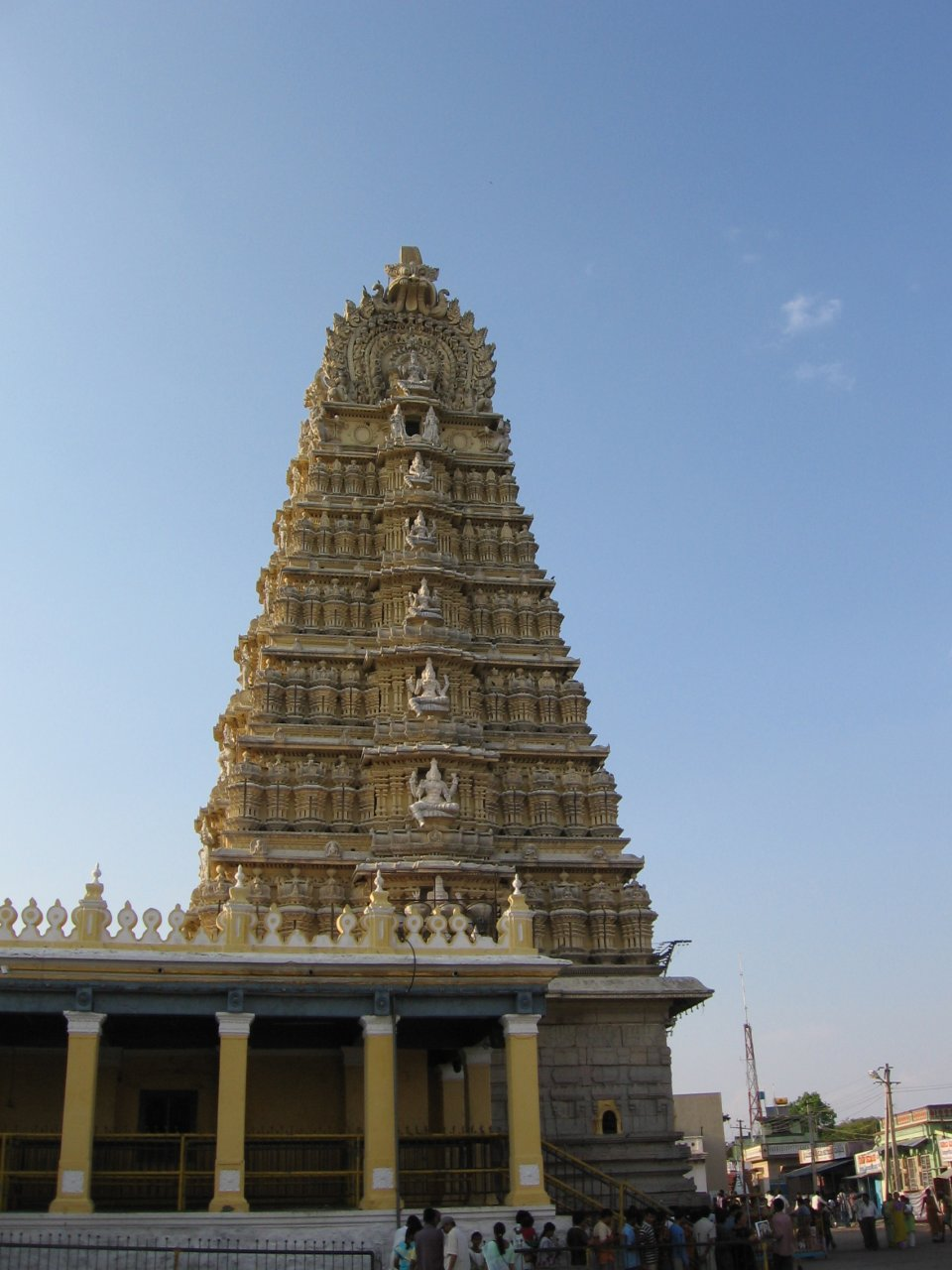
Hinduistická chrám v Mysore

Podobně jako v případě čínské civilizace i zde dominuje celé kultuře jeden větší stát – Indie. Dějiny Indie začínají již ve třetím století př. n. l. a posléze zde vzniklo množství mocných a kulturně vyspělých států (např. říše dynastie Guptovců). Od 5. století se v zemi šíří buddhismus, ten je však později vytlačen hinduismem a islámem. Ve středověku a raném novověku zde vznikly dvě mocné islámské říše – Dillíský sultanát a Mughalská říše. Islámští vládcové však byli zpočátku tolerantní, a tak se mohla hinduistická kultura dále rozvíjet. Od počátku 16. století zde evropské státy zakládají své kolonie. Kolonialismus v Indii pak vyvrcholil dobytím většiny indického území Velkou Británií, která zde poté vytvořila kolonii pod jménem Britská Indie. Po druhé světové válce získala Indie stejně jako mnoho dalších států samostatnost. Zahraniční politice pak dominovalo většinou soupeření s Pákistánem (zejména o oblast Kašmíru), které nakonec vedlo i k získání jaderného arzenálu.
Mezi státy náležející k hinduistickému okruhu patří zejména Indie a Nepál.

### Další civilizace
Sem patří civilizace mající ojedinělou unikátní kulturu, popřípadě jsou nějakým způsobem vyčleněny z některého z větších kulturních okruhů nebo jejich kultura není dostatečně významná, či mají podobné kulturní zázemí, ale netvoří politický celek v případě mezinárodních záležitostí.
Jsou to Haiti, bývalé britské kolonie v Karibiku, buddhistická kultura, Etiopie, Japonsko, Turecko a Izrael.

## Námitky
Existují i určité kritiky vůči teorii Střetu civilizací a ústředních států. Někteří odpůrci totiž poukazují na fakt, že značná část států není ochotná akceptovat autoritu svého mocnějšího partnera, někdy se státy jedné kultury spolčují se státy kultur jiných nebo se též z původní kultury vylučují (např. vstup Rumunska a Bulharska do Evropské unie, sekularizace Turecka ve dvacátých letech 20. století nebo částečné spojenectví Pákistánu s USA).

## Použitá literatura
- HUNTINGTON, S., Střet civilizací, boj kultur a proměna světového řádu, Praha, Rybka publishers, 2001, ISBN 80-86182-49-5
- VOLNÝ, Z., Toulky minulostí světa 9., Praha, Via Facti, 2007, ISBN 978-80-239-9452-0
- VOLNÝ, Z. a kol., Toulky minulostí světa 6., Praha, Via Facti, 2007, ISBN 80-239-2993-3